# Peeter Süda
Peeter Süda, né le 30 janvier 1883 à Viki et mort le 3 août 1920 à Tallinn, est un compositeur estonien. Il est le fondateur de l’école estonienne d’orgue et a été un des premiers à recueillir les chants folkloriques de son pays.

## Biographie
Il a étudié au Conservatoire Rimski-Korsakov de Saint-Pétersbourg de 1902 à 1912. Ses professeurs d’orgue étaient Louis Homilius et Jacob Handschin, ses professeurs de composition Anatoli Liadov, Alexandre Glazounov, Jāzeps Vītols et Nikolaï Soloviev. À son retour en Estonie, il devient organiste et professeur de piano.